# USS New York (LPD-21)
USS New York (LPD-21) je amfibijskoizkrcevalna platforma v sestavi ameriške Vojne mornarice, peta ladja razreda San Antonio. Poimenovana je po zvezni državi New York.
New York ima posadko 360 mornarjev in lahko sprejme tudi do 800 marincev. Tovori lahko dve izkrcevalni plovili na zračno blazino ali eno podporno amfibijskodesantno vozilo ter 14 oklepnih amfibijskih transporterjev AAV7, na palubi pa več zrakoplovov (na primer dve letali V-22 Osprey ali štiri helikopterje CH-46 Sea Knight).
Ladja je znana po tem, da je vanjo vgrajena simbolična količina jekla, pridobljenega iz ruševin stavb newyorškega World Trade Centra, uničenih v terorističnih napadih 11. septembra 2001. Zgrajena je bila leta 2007 in predana v uporabo 7. novembra 2009.